# 谷沢野球コミュニティ千葉
谷沢野球コミュニティ千葉（やざわやきゅうコミュニティちば）は中日で活躍した谷沢健一が2005年9月に設立した組織で、谷沢自身が理事長を務める。略称はYBCで、2007年7月に特定非営利活動法人（NPO）格を取得した。池田哲雄（ベースボールマガジン社代表取締役社長）が筆頭評議員に就任している。
法人の主宰者・谷沢健一は、故郷の千葉県柏市出身ので、自らの生まれ育った柏市を根拠地として、野球の普及・発展に寄与することを目的でとして結成された。クラブチーム・「YBCフェニーズ」を結成して、2006年2月に日本野球連盟への加盟が承認された。
結成以来、旭市、柏市、八王子市などで少年野球教室を開催し、養護学校とも関わりを持ち、養護学校のソフトボール部の指導や、茨城ゴールデンゴールズ（欽ちゃん球団）との試合には、養護学校生徒を多数招待している。